# Kobe Goossens
Kobe Goossens (født 29. april 1996 i Leuven) er en cykelrytter fra Belgien, der er på kontrakt hos Intermarché-Wanty.